# Anisoptera curtisii
Espèce
Classification phylogénétique
Statut de conservation UICN

 VU  : Vulnérable
 Anisoptera curtisii est une espèce de grands arbres sempervirent d'Asie du Sud-Est, appartenant à la famille des Diptérocarpacées.

## Répartition
Forêts mixtes de diptérocarps des collines et des chaînes côtières de Sumatra, de Péninsule Malaise et de Thaïlande.

## Préservation
Menacé par la déforestation.